# Oikawa Takuma
Oikawa Takuma (及川 拓馬 (Cập Xuyên Thác Mã)) sinh ngày 6 tháng 5, 1987 (Chiêu Hòa thứ 62) tại thôn Matsubuchi, huyện Kitakatsushika, tỉnh Saitama là một kỳ thủ shogi chuyên nghiệp đạt cấp độ Thất đẳng người Nhật Bản.
Oikawa sinh ra tại Matsubuchi, Kitakatsushika và lớn lên tại TP Tokorozawa. Anh đã tốt nghiệp trung học phổ thông và Đại học Tokyo Denki. Vợ của anh là Nữ lưu kỳ sĩ Ueda Hatsumi Nữ lưu Tứ đẳng.

## Sự nghiệp
- Oikawa được cha của mình dạy shogi khi anh mới 5 tuổi. Khi đang anh đang học lớp 3 tiểu học, gia đình anh chuyển tới Tokorozawa, và anh gia nhập Trường đào tạo kỳ thủ vào tháng 9 năm 1998 khi đang học lớp 5 tiểu học[2]. Trước khi gia nhập Trường đào tạo, anh cũng đã có nhiều cơ hội thi đấu với các kỳ thủ cùng thế hệ khác đến từ Saitama là Watanabe Masakazu và Kanai Kōta. Thời đó, Oikawa còn được biết đến là Tiểu học Danh Nhân Sai-no-Kuni[3].
- Trong lần đầu tham gia Long Vương chiến, anh đã về nhì tổ 6 vào ngày 2 tháng 5 năm 2008 và trở thành kỳ thủ thăng lên tổ 5 nhanh nhất.
- Tại Vương Tọa chiến kỳ 57 (mùa giải 2009), Oikawa đã đánh bại Fukaura Kōichi Vương Vị tại vòng Chung kết và dừng chân tại top 8.
- Trong mùa giải 2018, Oikawa đã vượt qua Kubota Yoshiyuki trong vòng Sơ loại Cúp NHK lần thứ 68 và tham gia vòng Chung kết (lần thứ 3 của anh)[4]. Ở vòng 1, anh đã thất bại sau 116 nước đi trước Katō Momoko Nữ Vương. Sau đó, anh vẫn tiếp tục duy trì tỷ lệ thắng cao và tại Thuận Vị chiến kỳ 77, anh là kỳ thủ duy nhất toàn thắng và được thăng lên hạng C1 sớm 1 ván[5]. Ngoài ra, tại Duệ Vương chiến kỳ 4, anh đã tiến vào vòng Chung kết và vượt qua Masuda Yasuhiro và Hashimoto Takanori trước khi chịu thua Khiêu chiến giả Nagase Takuya và dừng bước ở top 8.

## Lối đánh
- Oikawa nói rằng anh "không đặc biệt ưa thích chiến pháp nào"[6].
- Anh là một tác giả tsumeshogi nổi tiếng[7]. Từ số tháng 4 năm 2017, anh là chủ biên và tác giả của phần "Salon Tsumeshogi" của tạp chí "Thế giới Shogi".

## Đời tư
- Oikawa thường được gọi là "Oi-kun".
- Khi còn học trung học cơ sở tại trường THCS Kotesashi, anh là một thành viên của câu lạc bộ bóng bàn của trường và tiến vào đến top 8 của giải tỉnh. Khi học trung học phổ thông, anh có sáng tác nhạc guitar với bạn.
- Vào ngày 17 tháng 6 năm 2013, anh đã kết hôn với một môn hạ khác của Itō Hatasu là Ueda Hatsumi[8]. Ueda cũng là một tác giả tsumeshogi[9].
- Oikawa và Ueda có hai con gái[10].
- Anh là fan của đội bóng chày Seibu Lions.

## Lịch sử thăng cấp
| Ngày              | Đẳng cấp          | Ghi chú                                       |
| ----------------- | ----------------- | --------------------------------------------- |
| Tháng 9 năm 1998  | Lục cấp (6-kyu)   | Gia nhập Trường đào tạo kỳ thủ                |
| Tháng 4 năm 2004  | Tam đẳng (3-dan)  | Tham gia Giải Tam đẳng từ tháng 10 năm 2004   |
| 1 tháng 10, 2007  | Tứ đẳng (4-dan)   | Trở thành kỳ thủ chuyên nghiệp                |
| 8 tháng 1, 2013   | Ngũ đẳng (5-dan)  | Thắng 100 ván chính thức sau khi lên Tứ đẳng  |
| 23 tháng 10, 2014 | Lục đẳng (6-dan)  | Thăng tổ liên tiếp tại Long Vương chiến       |
| 20 tháng 12, 2021 | Thất đẳng (7-dan) | Thắng 150 ván chính thức sau khi lên Lục đẳng |

## Thành tích chính

### Thăng/giáng hạng/tổ
Chi tiết về hạng/tổ của kỳ thủ vui lòng xem các bài Thuận Vị Chiến và Long Vương Chiến.
| Đầu mùa giải | Thuận Vị chiến | Thuận Vị chiến  | Thuận Vị chiến  | Thuận Vị chiến  | Thuận Vị chiến  | Thuận Vị chiến  | Thuận Vị chiến  | Thuận Vị chiến  | Long Vương chiến | Long Vương chiến | Long Vương chiến | Long Vương chiến | Long Vương chiến | Long Vương chiến | Long Vương chiến | Long Vương chiến |
| Đầu mùa giải | Kỳ             | Danh Nhân       | Hạng A          | Hạng B          | Hạng B          | Hạng C          | Hạng C          | Free Class      | Kỳ               | Long Vương       | Tổ 1             | Tổ 2             | Tổ 3             | Tổ 4             | Tổ 5             | Tổ 6             |
| Đầu mùa giải | Kỳ             | Danh Nhân       | Hạng A          | Tổ 1            | Tổ 2            | Tổ 1            | Tổ 2            | Free Class      | Kỳ               | Long Vương       | Tổ 1             | Tổ 2             | Tổ 3             | Tổ 4             | Tổ 5             | Tổ 6             |
| --- | -------------- | --------------- | --------------- | --------------- | --------------- | --------------- | --------------- | --------------- | ---------------- | ---------------- | ---------------- | ---------------- | ---------------- | ---------------- | ---------------- | ---------------- |
| 2007 | 66             | Chưa thăng đẳng | Chưa thăng đẳng | Chưa thăng đẳng | Chưa thăng đẳng | Chưa thăng đẳng | Chưa thăng đẳng | Chưa thăng đẳng | 21               |                  |                  |                  |                  |                  |                  | Tổ 6             |
| 2008 | 67             |                 |                 |                 |                 |                 | C241            |                 | 22               |                  |                  |                  |                  |                  | Tổ 5             |                  |
| 2009 | 68             |                 |                 |                 |                 |                 | C225            |                 | 23               |                  |                  |                  |                  |                  | Tổ 5             |                  |
| 2010 | 69             |                 |                 |                 |                 |                 | C204            |                 | 24               |                  |                  |                  |                  |                  | Tổ 5             |                  |
| 2011 | 70             |                 |                 |                 |                 |                 | C211            |                 | 25               |                  |                  |                  |                  |                  | Tổ 5             |                  |
| 2012 | 71             |                 |                 |                 |                 |                 | C234            |                 | 26               |                  |                  |                  |                  |                  | Tổ 5             |                  |
| 2013 | 72             |                 |                 |                 |                 |                 | C210            |                 | 27               |                  |                  |                  |                  | Tổ 4             |                  |                  |
| 2014 | 73             |                 |                 |                 |                 |                 | C209            |                 | 28               |                  |                  |                  | Tổ 3             |                  |                  |                  |
| 2015 | 74             |                 |                 |                 |                 |                 | C206            |                 | 29               |                  |                  | Tổ 2             |                  |                  |                  |                  |
| 2016 | 75             |                 |                 |                 |                 |                 | C208            |                 | 30               |                  |                  | Tổ 2             |                  |                  |                  |                  |
| 2017 | 76             |                 |                 |                 |                 |                 | C229            |                 | 31               |                  |                  |                  | Tổ 3             |                  |                  |                  |
| 2018 | 77             |                 |                 |                 |                 |                 | C225            |                 | 32               |                  |                  |                  |                  | Tổ 4             |                  |                  |
| 2019 | 78             |                 |                 |                 |                 | C132            |                 |                 | 33               |                  |                  |                  |                  | Tổ 4             |                  |                  |
| 2020 | 79             |                 |                 |                 |                 | C103            |                 |                 | 34               |                  |                  |                  |                  | Tổ 4             |                  |                  |
| 2021 | 80             |                 |                 |                 |                 | C107            |                 |                 | 35               |                  |                  |                  | Tổ 3             |                  |                  |                  |
| 2022 | 81             |                 |                 |                 | B221            |                 |                 |                 | 36               |                  |                  | Tổ 2             |                  |                  |                  |                  |
| 2023 | 82             |                 |                 |                 | B213            |                 |                 |                 | 37               |                  |                  |                  | Tổ 3             |                  |                  |                  |
| Chữ đóng khung tại Thuận Vị chiến và Long Vương chiến biểu thị Khiêu chiến giả. Số nhỏ tại Thuận Vị chiến là Thuận Vị. (xĐiểm giáng hạng có sẵn / *Điểm giáng hạng phải nhận / +Điểm giáng hạng được xóa) "F" tại Thuận Vị chiến biểu thị Free Class (FX: Kỳ thủ được xếp vào Free Class / FT: Kỳ thủ tự nguyện chuyển xuống Free Class) Chữ đậm tại Long Vương chiến biểu thị chiến thắng tổ, số tổ kèm (chữ nhỏ) biểu thị kỳ thủ không chuyên. |                |                 |                 |                 |                 |                 |                 |                 |                  |                  |                  |                  |                  |                  |                  |                  |

## Sách đã xuất bản
- Sugu kateru! Kyūsen Yagura (Mynavi Shōgi BOOKS) すぐ勝てる!急戦矢倉(マイナビ将棋BOOKS) [Chiến thắng ngay lập tức! Yagura tấn công chớp nhoáng (Tủ sách Shogi Mynavi)]. Mynavi. Tháng 2 năm 2013. ISBN 978-4839946074. {{Chú thích sách}}: Kiểm tra giá trị ngày tháng trong: |year= (trợ giúp)Quản lý CS1: năm (liên kết)